# Улица Воронина (Иваново)
У́лица Воро́нина — улица города Иванова. Располагается во Фрунзенском районе. Начинается от Лежневской улицы и идёт до Ташкентской улицы (пересекая её до завода «Автокран»).

## Происхождение названия
Названа в 1959 году в честь Воронина Семёна Александровича (1880—1915) — рабочего, большевика-подпольщика, одного из руководителей первого Иваново-Вознесенского комитета РСДРП.

## Архитектура
Основную часть застройки составляют многоэтажные жилые дома советской планировки. На улице располагаются: Управление Роскомнадзора по Ивановской области, Ивановская областная санэпидемстанция, Травмопункт № 2, Городская клиническая больница № 7, Детская поликлиника № 7, Лицей № 6 и предприятие по производству медицинского оборудования "Нейрософт".

## Транспорт
На улице нет линий общественного транспорта. В 2010 годы был проведён демонтаж трамвайных путей на участке от Ташкентской улицы до завода ОАО «Автокран».
До 2007 года движение транспортных средств по проезжей части происходило в одном направлении от Ташкентской ул. до Лежневской ул. В 2007 году направление одностороннего движения было изменено на противоположное — от Лежневской ул. к Ташкентской ул. С 6 сентября 2013 года на улице организовано двухстороннее движение за счёт выделения второй полосы.

## Фотографии